# لارگیچی
محله
لارگیچی، یکی از محله های لارگان در بخش مرکزی شهرستان فلاورجان در استان اصفهان ایران است.و هم اکنون جزو محله های شهربوستان میباشد.

## جمعیت
این محله در قرار دارد و براساس سرشماری مرکز آمار ایران در سال ۱۳90، جمعیت آن 962 نفر است.